# 447 Valentine
447 Valentine este un asteroid din centura principală, descoperit pe 27 octombrie 1899, de Max Wolf și Arnold Schwassmann.